# 毛果云南越桔
毛果云南越桔（学名：Vaccinium duclouxii var. hirtellum）为杜鹃花科越橘屬下的一个变种。

## 扩展阅读
- 維基物種上的相關：毛果云南越桔